# Neuhemsbach
Neuhemsbach är en Ortsgemeinde i Landkreis Kaiserslautern i det tyska förbundslandet Rheinland-Pfalz. Neuhemsbach, som ligger vid randen av Pfälzerwald, har cirka 1 000 invånare.
Kommunen ingår i kommunalförbundet Verbandsgemeinde Enkenbach-Alsenborn tillsammans med ytterligare sju kommuner.